# Yun Il-seon

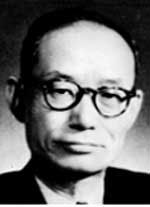
Yun Il-seon (1956)

Yun Il-seon(Coreano:윤일선;hanja:尹日善, 5 de outubro 1896 - 22 de junho 1987) foi um início moderno patologista, anatomistas da Coreia. Vice-chanceler(1954-1956) e chanceler da Universidade de Seul(1956-1960). e um patologista seguidor de Fuzinami Ahkira(藤浪鑑), sucessor de Rudolf Virchow. Yun nasceu em Tóquio, no Japão, sobrinho de Yun Chi-ho e primo de Yun Bo-seon.